# 原子层沉积

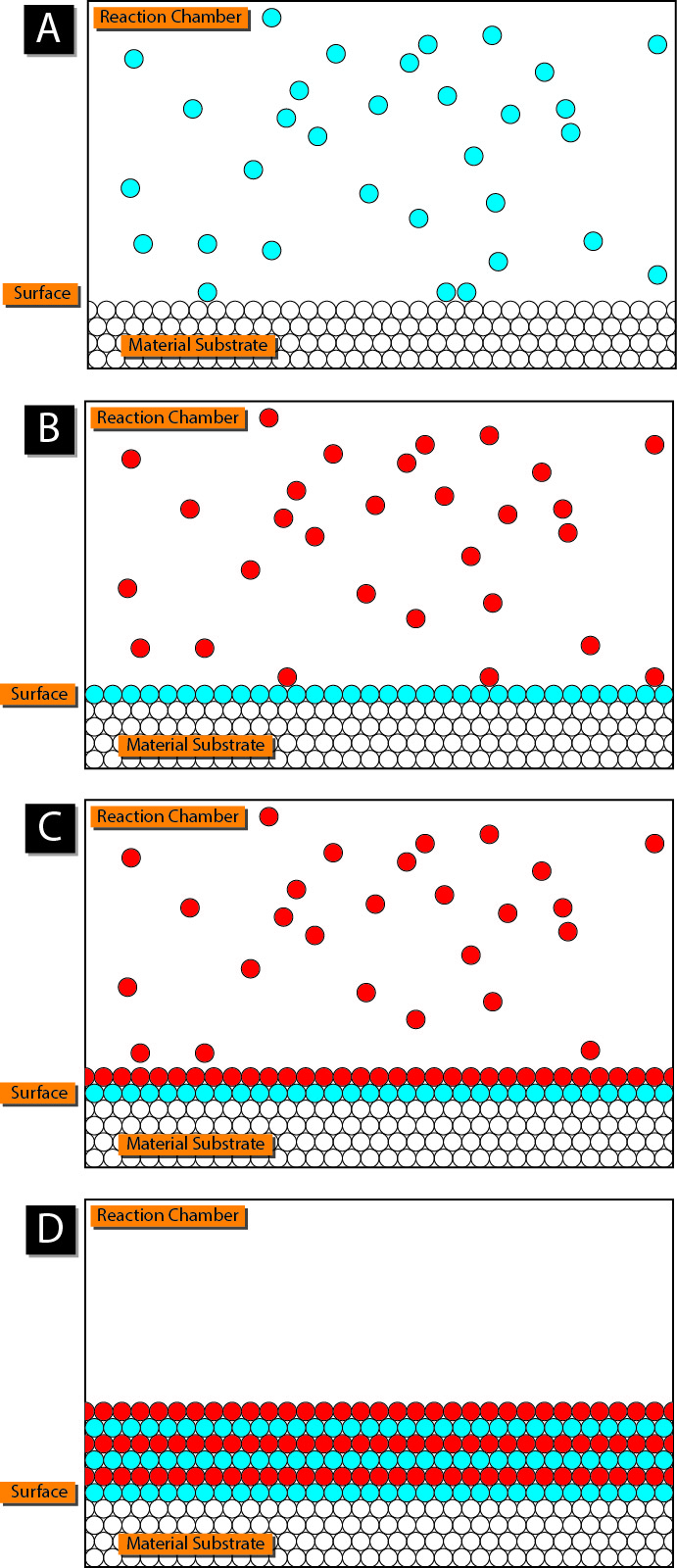
示意图

原子层沉积（英文：Atomic layer deposition）是一种可以将物质以单原子膜形式一层一层的镀在基底表面的方法。原子层沉积与普通的化学沉积（化学气相沉积）有相似之处。但在原子层沉积过程中，新一层原子膜的化学反应是直接与之前一层相关联的，这种方式使每次反应只沉积一层原子。原子层沉积的主要反应物有两种化学物质，通常被称作前驱物。前驱产物和材料表面发生连续的，自限性的反应。薄膜通过分别和不同的前驱产物进行反应缓慢沉积。原子层沉积是关键的半导体设备装配方法，也可以成为一些纳米材料合成方法中的一环。